# جون میاکه
جون میاکه (انگلیسی: Jun Miyake؛ زادهٔ ۷ ژانویهٔ ۱۹۵۸) آهنگساز، تهیه‌کننده موسیقی، و موزیسین جاز اهل ژاپن است.